# 云南人民临时军政委员会
云南人民临时军政委员会是1949年12月至1950年2月间云南省的最高行政机关，主席卢汉。

## 历史
1949年12月9日，中华民国云南省政府主席卢汉在昆明通电全国，宣告云南起义。根据中共中央的指示，12月12日成立云南人民临时军政委员会。卢汉致刘伯承、邓小平的电文中描述“经聘余程万、李弥、杨文清、谢崇文、曾恕怀、安恩溥、吴少默、宋一痕等八人为委员，暂组云南人民临时军政委员会”，最终并未争取到余程万与李弥的支持。临时军政委员会下设秘书处、军务处、行政处、文教处、财务处、公安处，负责处理过渡时期的军政事务。1950年2月20日，中国人民解放军进入云南，21日，卢汉将政权移交给陈赓和宋任穷:434。1950年3月成立决策指导机关云南省军政委员会，由卢汉任主席。